# Pau Waelder
Pau Waelder és crític d'art i comissari independent. Doctorand en Societat de la Informació i el Coneixement, a la Universitat Oberta de Catalunya (UOC), i llicenciat en Història de l'art per la Universitat de Barcelona, ha obtingut el Diploma d'Estudis Avançats en el Departament de Ciències Històriques i Teoria de les Arts de la Universitat de les Illes Balears. Ha desenvolupat la seva trajectòria amb un interès constant en l'art contemporani i l'art digital, que ha explorat des de diferents vessants: comissariat, crítica, investigació acadèmica i col·laboració amb galeries d'art.
Entre els seus darrers projectes es troben les exposicions «Extimitat. Art, intimitat i tecnologia» (Es Baluard Museu d'Art Modern i Contemporani, 2011), «Habitat» (Urbanea, 2011), «Colmena» (Fundació Pilar i Joan Miró, 2010), «FLOW» (CCA, 2008) i «Metapaisatges» (Fundació Pilar i Joan Miró, 2007), així com el cicle de conferències «En_lloc» (Fundació Pilar i Joan Miró, 2009). Ha estat jurat dels Premis Pilar Juncosa i Sotheby's (Fundació Pilar i Joan Miró, 2009), els Premis Ciutat de Palma 2009 (Ajuntament de Palma, 2010) i el concurs internacional d'art digital FILE PRIX LUX (São Paulo, 2010), entre d'altres.
Com a crític d'art i investigador en art i cultura digital, ha escrit per a diverses publicacions, entre les quals cal destacar les revistes d'art contemporani ETC Magazine (Canadà), art.es (Espanya) i a:minima (Espanya), a més de les publicacions acadèmiques Leonardo (Estats Units), M/C Journal (Austràlia) i Artnodes (Espanya), entre d'altres. Actualment és professor consultor de cursos de postgrau en Cultura Digital a la Universitat Oberta de Catalunya (UOC), editor de la secció de Media Art en la revista art.es, crític del Diari de Balears, editor i escriptor del bloc Arte Cultura e Innovación de Laboral Centro de Arte y Creación Industrial i la UOC. També escriu textos per a catàlegs d'exposicions i monografies sobre art contemporani i cultura digital.